# Pcheng Kung-ta
Pcheng Kung-ta (čínsky pchin-jinem Péng Gōngdá, znaky zjednodušené 彭公达, tradiční 彭公達; 1. března 1903 – 7. října 1928) byl čínský komunistický revolucionář, od roku 1923 člen Komunistické strany Číny a od roku 1927 člen jejího ústředního výboru a krátce i kandidát politbyra. Podílel se na organizaci rolnického hnutí v Chu-nanu, roku 1927 krátce vedl chunanskou provinční organizaci KS Číny, byl jedním z vůdců povstání podzimní sklizně. Roku 1928 byl kuomintangskými úřady zatčen a popraven.

## Život
Pcheng Kung-ta se narodil 1. března 1903 v okrese Siang-tchan na východě provincie Chu-nan v rolnické rodině. Účastnil se studentského hnutí, roku 1923 vstoupil do Komunistické strany Číny a následujícího roku do Kuomintangu. Vyučoval na základní škole v rodném okrese. Krátce pomáhal Mao Ce-tungovi v Kantonu v organizaci rolnického hnutí, před Severním pochodem byl poslán zpět do Chu-nanu, aby připravil komunisty v Siang-tchanu na podporu pochodu. Poté jako člen okresního vedení strany odpovídal za vojenské záležitosti. V únoru 1927 byl přeložen do čela zemědělského oddělení chunanského provinčního výboru KS Číny a jmenován poradcem provinčního zemědělského svazu. Po rozpadu spojenectví komunistů a Kuomintangu se podílel na přípravě ozbrojených sil komunistů.
V srpnu 1927 byl na zasedání vedení strany v Chan-kchou zvolen kandidátem politického byra prozatímního ústředního výboru KS Číny a jmenován tajemníkem chunanského provinčního výboru KS Číny a spolu s Mao Ce-tungem se vrátil do Chu-nanu, aby reorganizoval provinční výbor a zorganizoval a vedl povstání podzimní sklizně. Povstání bylo neúspěšné, v říjnu 1927 byl proto ústředním výborem odvolán z vedení strany v Chu-nanu a v listopadu 1927 přišel i o postavení kandidáta politbyra. Byl přeložen do západního Chu-nanu, kde vedl tamní komunisty a podílel se na úspěších tamních partyzánských oddílů, vedených Che Lungem. Poté se pohyboval mezi Čchang-ša a Pching-siangem, udržoval styky s tamními komunisty a podněcoval povstání kuomintangských jednotek v Čchang-ša. V červenci 1928 byl zatčen nepřítelem v An-jüanu a poslán do vězení v Čchang-ša. Ve vězení se snažil najít cestu ven tím, že spolupracoval s nepřítelem a kryl ostatní. Dne 7. srpna byl ve věku 25 let popraven.
Jeho manželka Li Ťin-lan, komunistka z okresu Siang-tchan, se za něj provdala v zimě roku 1925. Byla zatčena kuomintangskými úřady po neúspěšném povstání v Čchang-ša v květnu 1927 a v únoru 1928 popravena.